# Euonymus szechuanensis
Euonymus szechuanensis är en benvedsväxtart som beskrevs av C. H. Wang. Euonymus szechuanensis ingår i släktet Euonymus och familjen Celastraceae. Inga underarter finns listade.